# 도시의 카우보이
《도시의 카우보이》(영어: Urban Cowboy)는 미국에서 제작된 제임스 브리지스 감독의 1980년 로맨틱 서부극 영화이다. 존 트러볼타 등이 출연하였고, 로버트 에번스 등이 제작에 참여하였다.

## 출연진
- 존 트러볼타
- 데브라 윙어
- 스콧 글렌
- 매덜린 스미스
- 배리 코빈
- 브룩 올더슨
- 쿠퍼 허커비
- 제임스 개먼
- 보니 레이트
- 찰리 대니얼스
- 제리 홀

## 기타 제작진
- 미술: 스티븐 그라임스
- 음악 조정: 베키 샤고

## 같이 보기
- 컨트리 음악